# Titia van der Tuuk
Titia Klasina Elisabeth van der Tuuk (27 novembre 1854-7 mai 1939) est une écrivaine et féministe néerlandaise.

## Biographie
Titia Klasina Elisabeth van der Tuuk naît le 27 novembre 1854 à 't Zandt, dans la province de Groningue. Elle est la quatrième des sept enfants de Nicolaus van der Tuuk, pasteur réformé néerlandais, et de Petronella Helena Clasina Lenting, auteur de livres religieux pour enfants. Elle grandit dans le presbytère de Nieuwolda, où son père est employé peu après sa naissance.  

## Carrière et activisme
Elle commence par travailler comme enseignante à Groningue, Borculo, Baarn et Deventer mais doit y renoncer en raison de sa surdité croissante et de l'hostilité rencontré par son athéisme avoué. Elle adhère à l'association des libres penseurs De Dageraad, où elle fait la connaissance de l'homme politique Carel Victor Gerritsen, du contremaître Bernardus H. Heldt, de l'anarchiste Ferdinand Domela Nieuwenhuis, mais aussi du docteur Aletta Jacobs et de l'écrivain Elise Haighton, la première femme admise au conseil d'administration de De Dageraad. En 1882, elle dénonce « les lacunes de l'éducation des femmes » dans le magazine des enseignants Olympia. Un an plus tard, avec Haighton et Jacobs, elle lance la première campagne néerlandaise en faveur du suffrage des femmes - une célèbre campagne au cours de laquelle Jacobs, en tant que citoyenne payante, a revendiqué son droit de vote, mais ne l'a pas obtenu. L'action a eu l'effet contre-productif d'un amendement à la loi réservant explicitement le droit de vote aux hommes uniquement[style à revoir]. 
À partir de 1885, Titia van der Tuuk traduit de la littérature étrangère en néerlandais, comme Guerre et Paix de Léon Tolstoï ou des livres pour enfants et utilise le nom de plume Vitalis (de vita, signifiant vie en latin). Elle écrit et traduit des livres pour enfants et des romans historiques et traduit des romans féministes et de nombreux ouvrages dans le domaine de la sexualité et de la moralité sexuelle. Elle est également rédactrice ou employée de plusieurs organismes associatifs, transmettant ses idées par l'intermédiaire de dizaines d'articles et de brochures. 
Titia van der Tuuk se bat pour de nombreuses idées comme l'athéisme, le végétarisme ou le pacifisme. Le centre de ses activités est la poursuite de l'émancipation de la femme, en particulier dans le domaine de la moralité sexuelle et du droit de vote.
Elle ne s'est jamais mariée et, de 1896 jusqu'à sa mort, vit avec son amie Rose Roosegaarde Bisschop (1856-1940), successivement à Arnhem, Ede, Ubbergen, Soest, Utrecht et Zeist. Elle meurt à Zeist à l'âge de 84 ans le 7 mai 1939.

## Publications
- Lieve Aleida (fr : Chère Aleida), De Tolk van den Vooruitgang, Derde en Vierde Bundel, 1878, 262-265;
- De noodzakelijkheid van 't socialisme' (fr : La Nécessité du socialisme), De Tolk van den Vooruitgang, Vijfde en Zesde Bundel (?), 1879, 177-182;
- Bijdrage tot oplossing der sociale kwestiën (fr : Contribution à la résolution des problèmes sociaux), Assen, 1891;
- Een betere toekomst (fr : Un avenir meilleur), Amsterdam, 1897;
- Mensch of voorwerp? (fr : Homme ou objet ?), Arnhem, 1898;
- Het litteken van het dogma (fr : La Cicatrice du dogme), De Dageraad 1856-1906 (Amsterdam 1906) 232-236;
- De vrouw in haar seksueele leven. Een physiologisch-maatschappelijke studie met geneeskundige en hygiënische wenken (fr : La Femme dans sa vie sexuelle. Une étude physiologico-sociale avec des conseils médicaux et hygiéniques), Almelo, 1915;
- Moederschap: sexueele ethiek (fr : Maternité: éthique sexuelle), brochure publiée par le Comité national pour la protection maternelle et la réforme sexuelle, Titia van der Tuuk, M. Cohen Tervaert-Israëls, Dr J. Rutgers, G. Kaptein-Muysken, Wilhelmina Drucker, Ch. Carno-Barlen, Est. H. Hartsholt-Zeehandelaar, Martina G. Kramers, C. C. A. De Bruine-Van Dorp, Lodewijk van Mierop, Mr. S. Van Houten, J. C. De Bruijne
- Twee geschiedenissen van vrede (fr : Deux histoires de paix), Gedenkboek ter gelegenheid van den 70sten verjaardag van F. Domela Nieuwenhuis (Amsterdam 1916) 139-142.